# Заря Свободы (Алтайский край)
Заря Свободы — посёлок в Тальменском районе Алтайского края. Входил в состав Зайцевского сельсовета. Упразднён в 1985 г.

## География
Посёлок располагался на правом берегу реки Еловка в месте впадения её в реку Чумыш.

## История
Основан в 1920 г. В 1928 году посёлок товарищество «Заря Свободы» состоял из 21 хозяйства. В административном отношении входил в состав Зайцевского сельсовета Тальменского района Барнаульского округа Сибирского края.

## Население
По переписи 1926 г. в посёлке проживало 66 человек, в том числе 30 мужчин и 36 женщин. В основном — русские.